# Narope stygius
Narope stygius är en fjärilsart som beskrevs av Otto Staudinger 1886. Narope stygius ingår i släktet Narope och familjen praktfjärilar. Inga underarter finns listade i Catalogue of Life.